# Картер-Уильямс, Майкл
Майкл Картер-Уильямс (англ. Michael Carter-Williams; род. 10 октября 1991 года в Гамильтоне, штат Массачусетс, США) — американский профессиональный баскетболист.

## Колледж
Играя за Сиракузский университет, Картер-Уильямс совершил восемь дабл-даблов в сезоне 2012/13. До января 2013 года он был лучшим в студенческом чемпионате по передачам с 9,2 передачи за игру, но закончил регулярный сезон на третьем делая 7,7 передач в среднем за игру.

## НБА

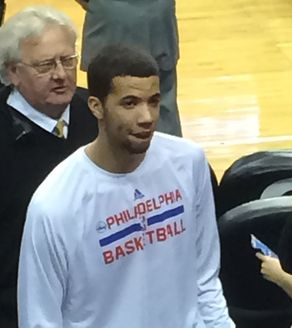
Картер-Уильямс в составе «Филадельфии»

Обозреватели спортивного канала ESPN предполагали, что Картер-Уильямс, являясь самым перспективным разыгрывающем на драфте 2013 года, будет выбран под 8-м номером, однако 27 июня 2013 года Картер-Уильямс был выбран под 11-м номером на драфте командой «Филадельфия Севенти Сиксерс».
В первом же своём матче в НБА (30 октября 2013) против чемпионов из «Майами Хит» был близок к квадрупл-даблу, за 36 минут набрав 22 очка, сделав 12 результативных передач, собрав 7 подборов и совершив 9 перехватов (рекорд НБА по перехватам для дебютного матча и первый случай в НБА с ноября 2010 года, когда игрок сделал в матче не менее 9 перехватов). «Филадельфия» победила со счётом 114—110. Картер-Уильямс был назван лучшим игроком первой недели чемпионата НБА, став первым новичком с 1992 года, кто был удостоен этой награды в свою первую неделю в лиге. В октябре и ноябре 2013 года признавался лучшим новичком месяца в Восточной конференции.
3 декабря 2013 года сделал трипл-дабл (27 очков, 12 подборов, 10 передач) в матче против «Орландо Мэджик» (126—125 2ОТ). В этом же матче трипл-дабл сделал новичок «Мэджик» Виктор Оладипо, что стало первым случаем в истории НБА, когда два новичка сделали свои первые трипл-даблы в одной игре (последний раз, когда игроки делали свои первые трипл-даблы в одном матче в НБА, случился в марте 1964 года).
10 марта 2014 года Майкл сделал свой второй трипл-дабл (23 очка, 13 подборов и 10 передач) в матче против «Никс». Картер-Уильямс стал первым новичком в истории «Филадельфии», сделавшим два трипл-дабла в дебютном сезоне. В марте и апреле 2014 года ещё дважды был признан лучшим новичком месяца в Восточной конференции.
По итогам сезона Майкл был признан лучшим новичком НБА (впервые с 1988 года этот приз получил игрок, не вошедший в первую десятку выборов драфта). В голосовании он получил 104 из 124 возможных первых мест. По итогам сезона Майкл набирал в среднем за матч 16,7 очка, делал 6,2 подбора и 6,3 передачи. Ранее за всю историю НБА лишь знаменитым Оскару Робертсону и Мэджику Джонсону удавалось в своём дебютном сезоне в лиге добиться этих трёх статистических показателей одновременно. При этом «Филадельфия» одержала за сезон всего 19 побед при 63 поражениях (хуже выступил только «Милуоки» с 15 победами). По ходу сезона «Севенти Сиксерс» потерпели 26 поражений подряд, что стало повторением антирекорда НБА, установленного «Кливлендом» в сезоне 2010/11.
6 июля 2018 года Картер-Уильямс подписал контракт с «Хьюстон Рокетс». 7 января 2019 года Хьюстон обменяли Картера-Уильямса вместе с денежной компенсацией в «Чикаго Буллз» на право выбора во втором раунде драфта 2020 года. Сразу же по завершении обмена «Буллз» отчислили Майкла из своего состава.
15 марта 2019 года Картер-Уильямс подписал 10-дневный контракт с «Орландо Мэджик». Второй 10-дневный контракт он подписал 25 марта. В тот же день он набрал максимальные за сезон 15 очков в победе над «Филадельфией Севенти Сиксерс». 4 апреля 2019 года «Мэджик» подписали Картер-Уильямса до конца сезона и отчислили Айзею Бриско.
10 июля 2019 года Картер-Уильямс подписал с «Мэджик» однолетний контракт.
24 ноября 2020 года Картер-Уильямс подписал контракт с «Мэджик» на 2 года и 6,6 млн долларов.
23 августа 2021 года Картер-Уильямс перенес операцию на левой лодыжке и выбыл из строя в начале сезона 2021-22. 10 февраля 2022 года он был отчислен клубом, не сыграв ни одной игры в сезоне за «Мэджик».
26 февраля 2023 года Картер-Уильямс подписал двухлетний контракт с «Мэджик».
30 октября 2023 года Картер-Уильямс подписал контракт с командой «Мехико Капитанес» из Джи-Лиги НБА. 26 декабря 2023 года Картер-Уильямс покинул «Капитанес» по личным причинам.
В октябре 2024 года Картер-Уильямс в одном из интервью упомянул о завершении карьеры.

## Предпринимательские начинания
Картер-Уильямс основал NFT-компанию DeFi Crypto Connections вместе с партнерами Бруксом Брауном и Остином Грейсхобером в 2021 году.
Картер-Уильямс также участвует в работе молодежной атлетической организации MCW Starz, которая была основана его матерью Мэнди и отчимом Заком, а также в проекте спортивных торговых карт, который он основал вместе с перспективным игроком MLB Блейзом Джорданом.
В январе 2025 года Картер-Уильямс присоединился к ESPN в качестве игрового аналитика студенческого баскетбола. Он появляется в шоу ACC Network Nothing But Net.
22 апреля 2025 года стало известно, что 29 мая Картер-Уильямс попробует себя в любительском боксе во время благотворительного мероприятия Broad Street Brawl в Нью-Йорке. Его соперником станет 36-летний Сэм Хатив.

## Личная жизнь
Картер-Уильямс — сын Эрла Уильямса и Мэнди Зегаровски (урожденной Картер) и приемный сын Зака Зегаровски и Розы Уильямс. У него есть младшая сестра Мэйси и три младших брата: Маркус, Макс и Адриан. Его родители познакомились, когда играли в баскетбол в Салемском государственном университете в Салеме, штат Массачусетс.

## Статистика

### Статистика в НБА
| Сезон                                                                                    | Команда     | Регулярный сезон | Регулярный сезон | Регулярный сезон | Регулярный сезон | Регулярный сезон | Регулярный сезон | Регулярный сезон | Регулярный сезон | Регулярный сезон | Регулярный сезон | Регулярный сезон | Серия плей-офф | Серия плей-офф | Серия плей-офф | Серия плей-офф | Серия плей-офф | Серия плей-офф | Серия плей-офф | Серия плей-офф | Серия плей-офф | Серия плей-офф | Серия плей-офф |
| Сезон                                                                                    | Команда     | GP               | GS               | MPG              | FG%              | 3P%              | FT%              | RPG              | APG              | SPG              | BPG              | PPG              | GP             | GS             | MPG            | FG%            | 3P%            | FT%            | RPG            | APG            | SPG            | BPG            | PPG            |
| ---------------------------------------------------------------------------------------- | ----------- | ---------------- | ---------------- | ---------------- | ---------------- | ---------------- | ---------------- | ---------------- | ---------------- | ---------------- | ---------------- | ---------------- | -------------- | -------------- | -------------- | -------------- | -------------- | -------------- | -------------- | -------------- | -------------- | -------------- | -------------- |
| 2013/14                                                                                  | Филадельфия | 70               | 70               | 34,5             | 40,5             | 26,4             | 70,3             | 6,2              | 6,3              | 1,9              | 0,6              | 16,7             | Не участвовал  | Не участвовал  | Не участвовал  | Не участвовал  | Не участвовал  | Не участвовал  | Не участвовал  | Не участвовал  | Не участвовал  | Не участвовал  | Не участвовал  |
| 2014/15                                                                                  | Филадельфия | 41               | 38               | 33,9             | 38,0             | 25,6             | 64,3             | 6,2              | 7,4              | 1,5              | 0,4              | 15,0             | Не участвовал  | Не участвовал  | Не участвовал  | Не участвовал  | Не участвовал  | Не участвовал  | Не участвовал  | Не участвовал  | Не участвовал  | Не участвовал  | Не участвовал  |
| 2014/15                                                                                  | Милуоки     | 25               | 25               | 30,3             | 42,9             | 14,3             | 78,0             | 4,0              | 5,6              | 2,0              | 0,5              | 14,1             | 6              | 6              | 31,8           | 42,3           | -              | 58,3           | 4,5            | 4,8            | 1,2            | 1,0            | 12,2           |
| 2015/16                                                                                  | Милуоки     | 54               | 37               | 30,5             | 45,2             | 27,3             | 65,4             | 5,1              | 5,2              | 1,5              | 0,8              | 11,5             | Не участвовал  | Не участвовал  | Не участвовал  | Не участвовал  | Не участвовал  | Не участвовал  | Не участвовал  | Не участвовал  | Не участвовал  | Не участвовал  | Не участвовал  |
| 2016/17                                                                                  | Чикаго      | 45               | 19               | 18,8             | 36,6             | 23,4             | 75,3             | 3,4              | 2,5              | 0,8              | 0,5              | 6,6              | 5              | 0              | 10,5           | 40,0           | -              | 50,0           | 0,8            | 1,2            | 0,4            | 0,2            | 2,8            |
| 2017/18                                                                                  | Шарлотт     | 52               | 2                | 16,1             | 33,2             | 23,7             | 82,0             | 2,7              | 2,2              | 0,8              | 0,4              | 4,6              | Не участвовал  | Не участвовал  | Не участвовал  | Не участвовал  | Не участвовал  | Не участвовал  | Не участвовал  | Не участвовал  | Не участвовал  | Не участвовал  | Не участвовал  |
| 2018/19                                                                                  | Хьюстон     | 16               | 1                | 9,0              | 41,0             | 36,8             | 46,2             | 0,8              | 1,3              | 0,6              | 0,4              | 4,3              | Не участвовал  | Не участвовал  | Не участвовал  | Не участвовал  | Не участвовал  | Не участвовал  | Не участвовал  | Не участвовал  | Не участвовал  | Не участвовал  | Не участвовал  |
| 2018/19                                                                                  | Орландо     | 12               | 0                | 18,9             | 33,9             | 15,8             | 74,1             | 4,8              | 4,1              | 0,9              | 0,8              | 5,4              | 5              | 0              | 18,5           | 38,7           | 25,0           | 87,5           | 4,0            | 2,4            | 0,6            | 0,0            | 6,6            |
| 2019/20                                                                                  | Орландо     | 45               | 0                | 18,5             | 42,7             | 29,3             | 83,2             | 3,3              | 2,4              | 1,1              | 0,5              | 7,2              | Не участвовал  | Не участвовал  | Не участвовал  | Не участвовал  | Не участвовал  | Не участвовал  | Не участвовал  | Не участвовал  | Не участвовал  | Не участвовал  | Не участвовал  |
| 2020/21                                                                                  | Орландо     | 31               | 25               | 25,8             | 38,9             | 24,6             | 61,3             | 4,5              | 4,2              | 0,8              | 0,5              | 8,8              | Не участвовал  | Не участвовал  | Не участвовал  | Не участвовал  | Не участвовал  | Не участвовал  | Не участвовал  | Не участвовал  | Не участвовал  | Не участвовал  | Не участвовал  |
|                                                                                          | Всего       | 391              | 217              | 25,3             | 40,2             | 25,5             | 70,6             | 4,4              | 4,4              | 1,3              | 0,5              | 10,3             | 16             | 6              | 21,0           | 41,1           | 14,3           | 66,7           | 3,2            | 2,9            | 0,8            | 0,4            | 7,5            |
| Наведите курсор мыши на аббревиатуры в заголовке таблицы, чтобы прочесть их расшифровку. |             |                  |                  |                  |                  |                  |                  |                  |                  |                  |                  |                  |                |                |                |                |                |                |                |                |                |                |                |

### Статистика в колледже
| Сезон                                                                                   | Команда  | GP | GS | MPG  | FG%  | 3P%  | FT%  | RPG | APG | SPG | BPG | PPG  |  |
| --------------------------------------------------------------------------------------- | -------- | -- | -- | ---- | ---- | ---- | ---- | --- | --- | --- | --- | ---- |  |
| 2011/12                                                                                 | Сиракьюс | 26 | 0  | 10,3 | 43,1 | 38,9 | 56,5 | 1,5 | 2,1 | 0,7 | 0,4 | 2,7  |  |
| 2012/13                                                                                 | Сиракьюс | 40 | 40 | 35,2 | 39,3 | 29,4 | 69,4 | 4,9 | 7,3 | 2,8 | 0,5 | 11,9 |  |
|                                                                                         | Всего    | 66 | 40 | 25,4 | 39,8 | 30,7 | 67,9 | 3,5 | 5,2 | 1,9 | 0,4 | 8,2  |  |
| Наведите курсор мыши на аббревиатуры в заголовке таблицы, чтобы прочесть их расшифровку |          |    |    |      |      |      |      |     |     |     |     |      |  |